# Прва српска конференција (1908)
Прва српска конференција је конгрес српских активиста у Старој Србији и Македонији, одржана у Скопљу од 12. до 15. августа 1908. године у време Младотурске револуције.
У изабраној Народној скупштини Срба - османлија нашле су се најистакнутије личности српске интелигенције и националних радника тога доба на просторима вилајета насељених српским народом. За председника је изабран Богдан Раденковић, српски учитељ из Скопља.
На конгресу је основана Српска демократска лига у Отоманској царевини.
| Чланови | Чланови             | Чланови            |
| №       | Име                 | место              |
| ------- | ------------------- | ------------------ |
| 1.      | архимандрит Сава    | Тетово             |
| 2.      | Коста Поповић       | Гњилане            |
| 3.      | Петар Костић        | Призрен            |
| 4.      | Јован Ћирковић      | Битољ              |
| 5.      | Богдан Раденковић   | Косовска Митровица |
| 6.      | Милан Чемерикић     | Призрен            |
| 7.      | Глигорије Елезовић  | Вучитрн            |
| 8.      | Лазар Јанкуловић    | Пљевља             |
| 9.      | Григорије Божовић   | Битољ              |
| 10.     | Стојан Зафировић    | Приштина           |
| 11.     | Јован Шантрић       | Пећ                |
| 12.     | Сава Стојановић     | Приштина           |
| 13.     | Јован Сарић         | Нови Пазар         |
| 14.     | Арсеније Ћирић      | Косовска Митровица |
| 15.     | Милутин Стерђевић   | Косовска Митровица |
| 16.     | Живко Рајевић       | Пећ                |
| 17.     | Давид Димитријевић  | Гњилане            |
| 18.     | Ђорђе Хаџикостић    | Скопље             |
| 19.     | Стеван Самарџић     | Пљевља             |
| 20.     | Сретен Вукосављевић | Пријепоље          |
| 21.     | Василије Јовановић  | Скопље             |
| 22.     | Велимир Прелић      | Сјеница            |
| 23.     | Милан Борисављевић  | Нова Варош         |
| 24.     | Гига Јакић          | Солун              |
| 25.     | Јосиф Поповић       | Гњилане            |